# 青原寺 (安曇野市)
青原寺（せいげんじ）は、長野県安曇野市にある曹洞宗の寺院。山号は安養山。本尊は聖観世音菩薩。

## 概要
戦国時代、旧小岩嶽城主・古厩氏（仁科氏の支族）が菩提寺として開基し、美濃国関の龍泰寺5代蘭如従賀和尚の開山で、同寺の末寺である。また往時は36の末寺を擁する当地方の曹洞宗の大寺あった。明治4年（1871年）廃仏毀釈により廃寺となるが、同11年（1878年）に再興された。
大正4年（1915年）に天皇即位記念として建立された寺門や、禅宗様の庭園、同5年（1916年）に建立された山門が残る。参道脇には昭和47年（1972年）建立の寺号碑あり、観音供養塔、三界萬霊塔、青面金剛像、地蔵菩薩像などが立ち並び、石段の上には明治17年に再建され、平成15年に新築された本堂がある。
本尊のほか、釈迦如来像、延命地蔵菩薩像、阿弥陀如来像が奉祀されている。